# Borg Bastion
Die Borg Bastion ist ein 3730 m hoher Berg im ostantarktischen Viktorialand. Er ragt aus dem Johns Hopkins Ridge 2,7 km nordwestlich des Mount Rucker in der Royal Society Range auf.
Das Advisory Committee on Antarctic Names benannte ihn 1994 nach Scott G. Borg, der zwischen 1978 und 1994 Feldforschung in Antarktika betrieb und ab 1992 als Projektmanager im Polarprogramm der National Science Foundation tätig war.